# Doubravská hora (hrad)
Doubravská hora (též Doubravka nebo Nový hrad, německy Daubersberg) je zřícenina na stejnojmenném vrchu na východním okraji města Teplice. Od roku 1964 je chráněn jako kulturní památka.

## Historie

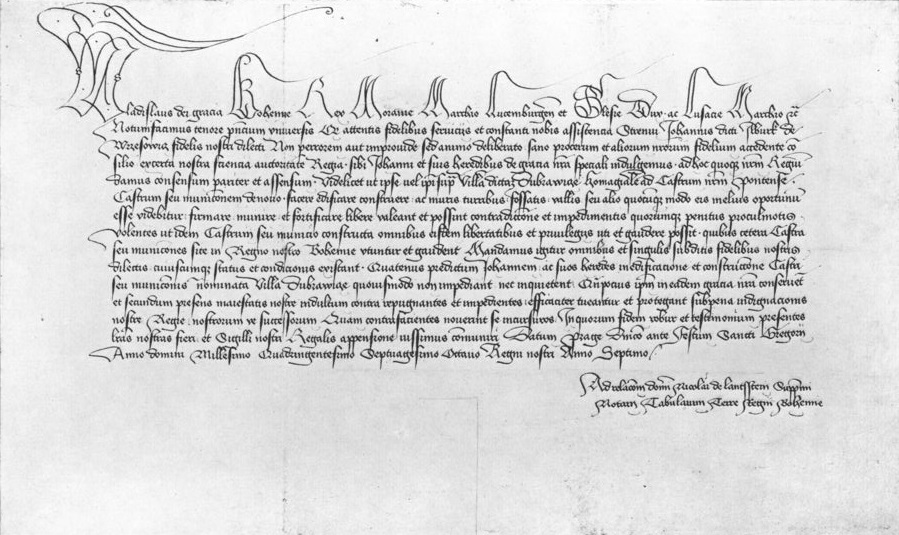
Povolení ke stavbě hradu na Doubravské Hoře, vydané králem Vladislavem Jagellonským pro Jana Illburka z Vřesovic

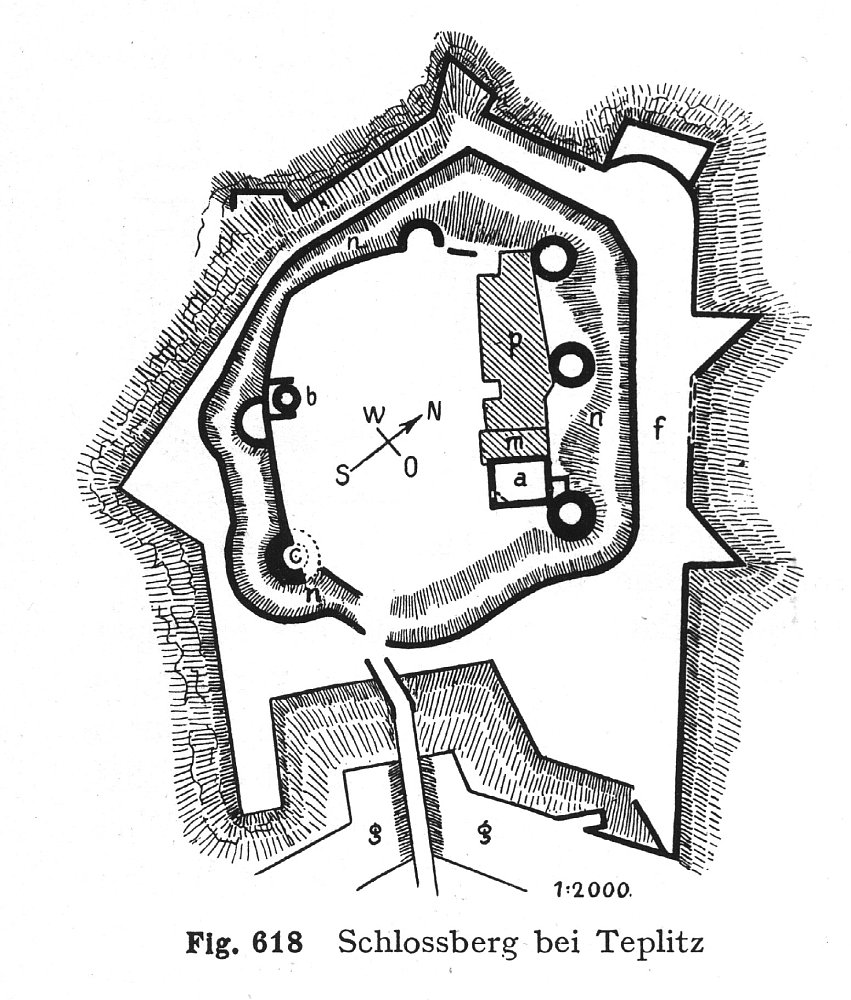
Půdorys hradu (1912)

Hrad začal se svolením krále Vladislava Jagellonského budovat po roce 1478 vnuk husitského hejtmana Jakoubka z Vřesovic Jan Ilburk z Vřesovic a v roce 1483 stavbu ukončil. Nicméně ještě předtím zde existovalo nějaké starší opevnění.
Roku 1488 se pánem hradu stal jeho syn Vilém, který v roce 1507 požádal krále Vladislava II. o propuštění hradu z manství mosteckého hradu. Do dědičného držení hrad získal i s vesnicemi Trnovany a Šanov, které jsou dnes součástí města. Jeho syn Volf z Vřesovic později získal statky v Krupce, Teplicích, Kyšperku a jiné, pod samotným hradem si založil oboru a obehnal ji zdí. Po jeho smrti roku 1569 byl majetek rozdělen mezi manželku, bratra a dcery, ti však brzy po vzájemných sporech o hrad přišli. V roce 1578 hrad získal Vilém z Rožmberka, který ho vyměnil s císařem Rudolfem II. Ten hrad několikrát zastavil, až se roku 1581 stal jediným majitelem panství Jan starší z Lobkovic a po něm do roku 1590 Bohuslav Kaplíř ze Sulevic.

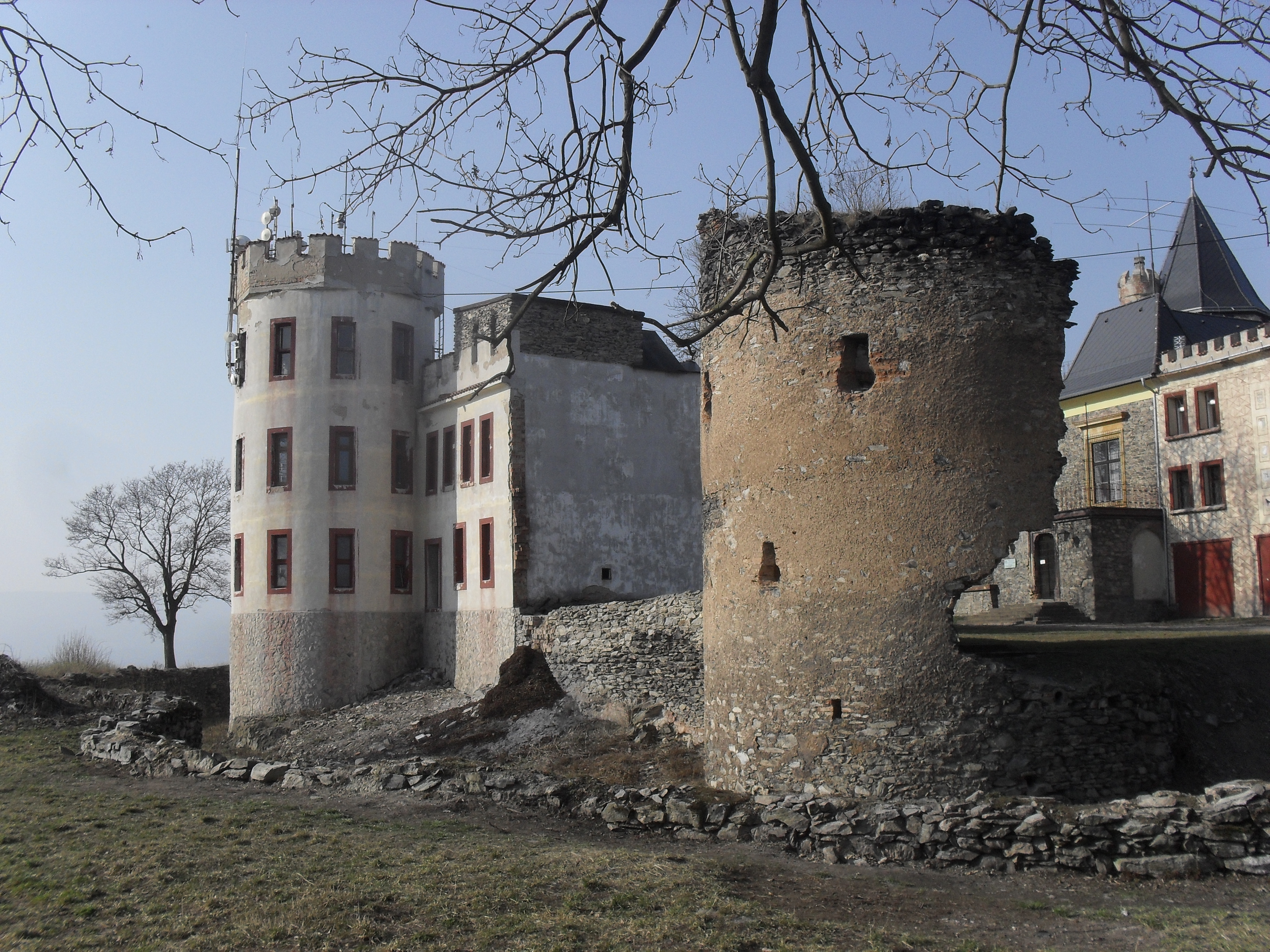
Přestavěná a částečně zřícená bateriová věž

Od roku 1590 hrad náležel pánům z Vchynic, kteří spravovali teplické panství. Ti zahájili výstavbu bastionového opevnění. Práce na opevnění byly na určitou dobu přerušeny, protože Vilém Vchynský musel v roce 1624 opustit zemi, ale po návratu pevnost dokončil i přes odpor vídeňského dvora. Ovšem po dokončení v roce 1626 na hradě vypukl požár, který způsobil škodu ve výši 16 000 tolarů.
Během třicetileté války byl hrad obsazen posádkou císařského vojska pod velením Pertolda z Valdštejna a o rok později byl hrad po sedmitýdenním obléhání dobyt poté, co se jeho posádka vzdala. V období 1632 až 1639 však hrad znovu ovládala císařská posádka, které ho v roce 1634 udržela během dvanáct týdnů dlouhého obléhání. Švédské vojsko hrad dobylo až v roce 1639. Po vytlačení Švédů ze země bylo v období 1644 až 1655 z hradu vystěhováno vybavení a opevnění zbořeno, aby ho nemohl využít nepřítel. Demolici řídil hejtman litoměřického kraje Gottfried ze Salhauzenu. Využitelné zůstaly jen sklepení a kasematy a teprve v roce 1791 si panský hlídač Josef Ritschel upravil kasematy na obydlí.

### Restaurace a rozhledna
Zříceniny hradu i s horou byly již v 19. století využívány pro turistický ruch lázeňského města. V roce 1855 byla na místě někdejšího rytířského sálu zřízena první malá restaurace. V roce 1884 tehdejší majitel města a hradu Edmund Clary-Aldringen pozval významného architekta Bedřicha Ohmanna, pozdějšího profesora pražské Umělecko-průmyslové školy a vídeňské Akademiea. Podle jeho návrhu vybudoval romantickou přístavbu v novoanglickém stylu. K původní hospůdce přistavěl jídelnu a další restaurační místnosti. Zbytky západní věže nechal přizdít do původní výše a byly zakončeny střechou. Věž pak sloužila jako rozhledna. Restaurace v roce 1896 vyhořela. Nyní je restaurace mimo provoz.

### Svazarm
V roce 1966 převzal ruiny na Doubravské hoře Svazarm, který se staral o zachování pozůstatků stavby. V osmdesátých letech prošla Doubravka rekonstrukcí. V dnešní době je majitelem budov Asociace víceúčelových technik sportů a činností. Tato společenská organizace má své sídlo v hlavní budově a provozuje zde i v jejich okolí vysílání radioamatérů (Radioklub Teplice č. 50037) i řadu společenských akcí.

## Stavební podoba
Podobu původního předhradí neznáme, protože ho překryla přestavba ze 17. století. Oválné hradní jádro obklopoval příkop a vnější val nahrazený bastionovým opevněním. Budovy jádra přiléhaly k obvodové hradbě, ale vestavba restaurace výrazně omezila možnosti jejich poznání. Z jejich architektonických prvků se dochovaly výklenky dvou oken a nárožní arkýř se sklípkovou klenbou. Aktivní dělostřeleckou obranu umožňovalo sedm bateriových věží.